# Inanna Sarkis
Inanna Sarkis (Ontário, 15 de maio de 1993) é uma atriz, diretora e cantora búlgara canadense. Ela é mais conhecida por seus vídeos no Youtube. Sarkis é gerenciada pela Shots Studios, uma empresa de entretenimento digital que produz seu conteúdo no Youtube. Seu canal tem mais de 2 milhões de inscritos. Ela frequentemente faz vídeos de colaboração com os colegas Youtubers Lele Pons, Anwar Jibawi, Hannah Stocking e Rudy Mancuso. Sarkis também está Boo 2! O Halloween de Madea de Tyler Perry, como Gabriela.

## Carreira
Sarkis fez parceria com a Shots Studios e lançou o seu canal no Youtube em 2006. Em 2006, Sarkis era uma modelo de biquíni para a MTV Live. Ela afirma que nasceu em 1993, mas isso faria dela uma modelo de biquíni de 13 anos de acordo com sua página no IMDB.
Em 2016, Sarkis cometeu violação de direitos autorais quando criou o remake de um vídeo do um criador conhecido pelo lessor. Em 2017, Sarkis foi destaque na revista PAPER como uma das jovens estrelas de hoje em busca de uma carreira no entretenimento fora dos meios tradicionais. Sarkis fechou um acordo com a Sprint para participar de uma campanha. Sarkis juntou-se À WWE para criar um personagem chamado ''Miss North”  e visitou o WWE Performance Center para onde ela filmou. Ela também estrelou a campanha digital para promover a comédia de espionagem da 20th Century Fox, Kingsman: O círculo dourado.
Sarkis fez sua estreia no cinema em outubro de 2017, interpretando Gabrielle em Boo 2! O Hollywood de Madea.  Sarkis trabalhou em um curta intitulado ''Waiting for Him'', que foi lançado em novembro. Em julho de 2018, Sarkis foi escalada para interpretar Molly Samuels na adaptação cinematográfica de ''After'', best seller de Anna Todd.

## Filmografia

### Cinema
| Ano  | Filme                       | Papel     | Notas          |
| ---- | --------------------------- | --------- | -------------- |
| 2015 | Aura                        | Aura      | Curta metragem |
| 2016 | Follow me                   | Ela mesma | Curta metragem |
| 2017 | Waiting for Him             | TBA       | Curta metragem |
| 2017 | Life of a dream             | Ela mesma | Curta metragem |
| 2017 | Deported                    | Sarah     | Longa metragem |
| 2017 | Boo 2! O Halloween de Madea | Gabriella | Longa metragem |
| 2019 | After                       | molly     | Longa metragem |
| 2020 | after we collided           | molly     | longa metragem |

- Televisão

| Ano  | Título             | Papel             | Notas       |
| ---- | ------------------ | ----------------- | ----------- |
| 2002 | Big Wolf on Campus | Lacey             | 2 episódios |
| 2006 | MTV Live           | modelo de biquini | 1 episódio  |
| 2012 | Rookie Blue        | Detetive          | 1 episódio  |